# Anisopodus strigosus
Anisopodus strigosus är en skalbaggsart som först beskrevs av Wilhelm Ferdinand Erichson 1847.  Anisopodus strigosus ingår i släktet Anisopodus och familjen långhorningar.
Artens utbredningsområde är Costa Rica. Inga underarter finns listade i Catalogue of Life.